# Eupholidoptera megastyla
Eupholidoptera megastyla är en insektsart som först beskrevs av Willy Adolf Theodor Ramme 1939.  Eupholidoptera megastyla ingår i släktet Eupholidoptera och familjen vårtbitare. Inga underarter finns listade i Catalogue of Life.